# Val (sculpteur)
Pour les articles homonymes, voir Val.
Valérie Goutard, dite Val, née le 20 mai 1967 à Boulogne-Billancourt et morte le 27 octobre 2016 en Thaïlande, est une sculptrice française. Ses œuvres peuvent être vues en installations publiques et en galerie à travers le monde.

## Biographie
En 2004 Val quitte la France pour s’installer en Asie, où elle découvre le travail traditionnel du bronze aux côtés des fonderies thaï. En avril de la même année, elle expose pour la première fois à Bangkok, où ses œuvres sont présentées en galerie de façon permanente depuis 2005. 
Elle exposera ensuite à Hong Kong en 2006, à Singapour et en France en 2008 et enfin en Chine et à Taiwan en 2009. Après plusieurs expositions personnelles dans ces différents pays en 2010 et sa participation remarquée à la Shanghai Art Fair 2010 et dans le cadre du Jing’An International Sculpture Project avec la présentation d’une sculpture monumentale nommée Urban Life, Val est maintenant devenue une sculpteur reconnue. 
Val est régulièrement sollicité pour la réalisation de projets monumentaux dans des lieux publics et privés; tels qu’Inle Balance III et Urban Gathering pour l’hôtel Sofitel à Bangkok, l’agrandissement de Theatre of joy pour un projet immobilier à Java, Footsteps II pour la résidence singapourienne Sorrento ainsi que Waiting III exposée depuis 2014 au New Times Square de Taipei, ou encore Inéquilibre en 2015 pour la plus haute tour résidentielle de Singapour. En parallèle, elle continue à exposer son travail dans de nombreuses galeries et salons d’art en Asie et en Europe.
Actuellement, Val a son atelier à Bangkok et s’entoure d’une équipe pour l’assister dans la réalisation de ses pièces prenant au fil des ans des proportions de plus en plus monumentales.
Indépendamment de l’installation publique de ses sculptures et de sa participation à de nombreuses foires d’art, les œuvres de Val sont exposées de façon permanente à Singapour, Shanghai, Taipei, Hong Kong et Bangkok ainsi qu’en Australie et en France. 
Elle est lauréate du Trophée des Français de l’Etranger 2015 dans la section Art de Vivre.

## Créations
Le travail de Val ne peut être rattaché à un mouvement artistique spécifique. Elle crée des architectures aérées où l’homme trouve sa place en équilibre précaire tout en vibrant d’espérance. Quelle que soit l’échelle de ses sculptures, Val évoque une légèreté éphémère et éternelle. Les personnages inscrivent des itinéraires qui anticipent les courbes et les droites de structures imaginaires qui n'ont ni début ni fin, des cercles, des portiques, des promontoires en phase avec leur désir d'une élévation libératrice. Les sculptures de Val évoquent un réel intérieur propre à l'artiste donnant lieu à des formes personnelles où le vide l'emporte sur le plein.

## Technique
Val réalise ses sculptures en bronze. Elle travaille par agrégat de matière venant habiller une structure en fer, squelette de sa création. Une fois la création élaborée, un moule est réalisé puis envoyé en fonderie. Une pièce peut demander la fabrication d’une vingtaine de moules, dépendamment de sa taille et de sa complexité de réalisation. Elle utilise la soudure pour créer la légèreté chez ses personnages. Certaines figurines se retrouvent attachées au reste de la pièce par un point de soudure, défiant ainsi les règles de l’apesanteur.

## Installations publiques
2015
- SkySuite (Singapour) - Inéquilibre

2014
- Central Embassy (Bangkok) – Ville Fantastique II (installation temporaire)
- Sorrento (Singapore) – Footsteps II
- New Time Square (Taipei) – Waiting III

2013
- Chanintr Living (Bangkok) – Collection de bronzes

2012
- Sofitel Sukhumvit (Bangkok) – Inle Balance III
- New Time Square (Taïpei) – Inle Balance III

2011
- Sofitel Sukhumvit (Bangkok) – Hide and Seek II
- Sofitel Sukhumvit (Bangkok) – Urban Gathering

2010
- Shanghai Art Fair – Urban Life
- Shanghai Kerry Center – Urban Life
- New Time Square (Hong-Kong) – Finding soulmate II

### Œuvres ayant une renommée particulières

#### Waiting III
Waiting III est une Sculpture de Val. L'œuvre est installée au New Times Square à Taipei.
Chaque étape d'agrandissement a été le sujet d'une nouvelle recherche pour finalement arriver à l'échelle monumentale. L'œuvre dépeint une attitude, représentation de l'humanité dans sa généralité et non un portrait.
« L'homme attend là serein. Qu'attend-il ? Son attente sera-t-elle comblée ? Interrogation sur son destin. Phases de doute et d'audace, une intériorité espérante. »

#### Inéquilibre
Inéquilibre est une sculpture en bronze de l'artiste Val. Depuis 2015, l'œuvre peut être vue au sein de SkySuite, la plus haute tour résidentielle de Singapour.
Sculpture inspirée des temples effondrés en cours de restauration à Angkor au Cambodge. Chaque pierre est démontée, numérotée, chaque temple est ainsi recomposé, embelli par les marques du passage du temps. L’homme y circule, serein, témoin de son époque. La sculpture interroge la place de l’homme, la recherche d’une harmonie dans l’inéquilibre.

#### Urban Life
Urban Life est une sculpture en bronze de Val.
En 2010, cette pièce monumentale est exposée au Shanghai Art Fair,et est présentée au Jing'An International Sculpture Project.
Une autre édition de la sculpture peut être vue à Shanghai au sein du centre commercial Jingan Kerry Center, abritant les boutiques de marques luxueuses.

### Expositions permanentes
- Red Sea Gallery – Singapour
- Red Sea Gallery – Brisbane
- Philippe Staib Gallery - Shanghai
- Philippe Staib Gallery - Taipei
- Wellington Gallery - Hong-Kong
- Art & Arch Museum  – Taichung, Taiwan
- Christian Liaigre,  Asia - Bangkok
- Galerie François Giraudeau - France
- Figures & Sala – Art studio & Gallery